# Ilha de Mull
A Ilha de Mull (em gaélico escocês Muile) é a segunda maior ilha do arquipélago das Hébridas Interiores, na costa ocidental da Escócia.
É a quarta maior ilha da Escócia e é a quarta maior ilha que rodeia a Grã-Bretanha, excluindo a Irlanda. Tem área de 875 km².
A maioria dos seus quase 2700 habitantes vive em Tobermory, a vila principal, onde fica a única destilaria. O seu relevo foi determinado pelas glaciações.

## Geografia

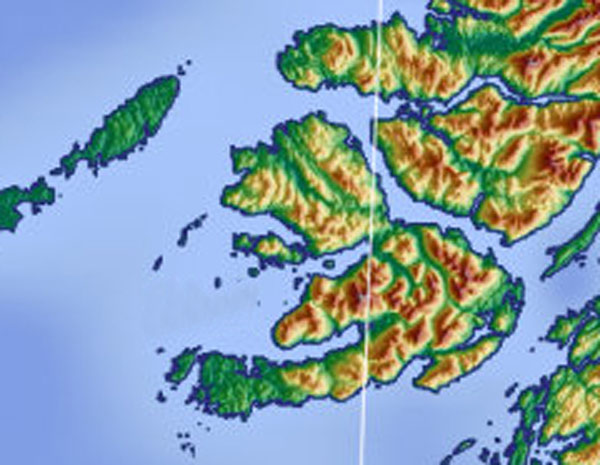
Mapa topográfico da ilha de Mull.

Mull tem 480 km de costa e o seu clima está moderado pela Corrente do Golfo. O seu relevo está marcado pelas glaciações (glens). Tem um núcleo montanhoso, sendo o maior pico da ilha o Ben More, que alcança os 966 m de altitude. Várias penínsulas, que são predominantemente páramos, partem desde o centro. A maior de todas forma a parte sudoeste e é designada Ross of Mull.
A península de Aros para norte inclui a cidade principal de Tobermory, que era o burgh até 1973 quando se aboliram os burghs. Outros povoados são Salguen e Calgary.